# Мергасовский дом
Мергасовский дом – здание, расположенное в Вахитовском районе Казани по адресу ул. Дзержинского, д. 18. Здание является одним из редких образцов авангардной архитектуры в столице Татарстана. Памятник культурного наследия .

## История
Здание построено в 1928 году по проекту архитекторов П. Т. Сперанского и С. В. Глаголева  (по некоторым данным архитектором дома выступил Д. М. Фёдоров ). Это здание стало первым многоэтажным многоквартирным домом в Казани, подключенным к водопроводу . Название дома связано с тем, что оно построено в бывшем Мергасовском переулке, на котором располагались строения, принадлежавшие некоему полковнику Мергасову.
В последнее время дом находится в плачевном состоянии, его жители расселены . Примечательно то, что одно из казанских изданий включило дом в список зданий, которые не нужно показывать гостям города . В то же время, существуют инициативные группы, стремящиеся к восстановлению здания как образца авангардной архитектуры. Для поддержки интереса к Мергасовскому дому в здании проводят спектакли .

## Архитектура
Авангардное здание относится к переходному стилю. Оно сочетает в себе признаки классической архитектуры (в частности, симметричность композиции, наличие парадной центральной лестницы, увеличенный центральный объем), а также признаки конструктивизма (в частности, простота декора, выделяющиеся объемы лестниц, угловые балконы) . При строительстве были использованы современные технологии, включая предложенные в рамках эксперимента плиты из прессованного камыша (камышит) . В плане дом имеет П-образную форму, в доме семь подъездов. На каждом этаже было спроектировано несколько коммунальных квартир.

## Известные жители
В 1931 – 1952 гг. в доме жил писатель Кави Наджми, в гостях у которого бывали Хасан Туфан, Хади Такташ, Джаудат Файзи, Салих Сайдашев и Муса Джалиль . В 1938 – 1941 гг. в доме жил писатель Абдулла Алиш .